# Satz von Sobczyk
Der Satz von Sobczyk ist ein Resultat aus der Funktionalanalysis. In seiner ursprünglichen Variante sagt der Satz, dass für jeden separablen Banachraum, der den Folgenraum {\displaystyle c_{0}} aller gegen {\displaystyle 0} konvergenten Folgen als Unterraum besitzt, eine Projektion des Oberraumes auf {\displaystyle c_{0}} existiert, deren Norm höchstens {\displaystyle 2} ist.
Eine leichte Abwandlung des Satzes wird heute auch als Satz von Sobczyk bezeichnet, über die Existenz einer Erweiterung eines beschränkten linearen Operators. Diese Variante sagt, dass wenn der Banachraum einen Unterraum besitzt, welcher linear isometrisch zu {\displaystyle c_{0}} ist, dann existiert eine Erweiterung, deren Norm höchstens das {\displaystyle 2}-fache der Norm des ursprünglichen Operators ist.
Der Satz ist nach dem US-amerikanischen Mathematiker Andrew Sobczyk benannt, welcher ihn 1941 bewies.

## Aussage

### Ursprüngliche Variante
Der ursprüngliche Satz lautet:
Sei {\displaystyle X} ein separabler Banachraum und {\displaystyle c_{0}\subset X}, dann existiert eine Projektion {\displaystyle T\colon X\to c_{0}}, deren Norm höchstens {\displaystyle 2} ist.

### Zweite Variante
Die zweite Variante lautet:
Sei {\displaystyle X} ein separabler Banachraum und {\displaystyle Y\subset X} ein Unterraum. Wenn {\displaystyle S\colon Y\to c_{0}} linear und stetig ist, dann existiert eine Erweiterung {\displaystyle T\colon X\to c_{0}} mit Norm {\displaystyle \|T\|\leq 2\|S\|}.

#### Erläuterungen
- Wählt man {\displaystyle Y=c_{0}} und als {\displaystyle S} den Identitätsoperator, dann folgt aus der zweiten Variante direkt der ursprüngliche Satz.
- Für nicht-separable Banachräume ist der Satz im Allgemeinen falsch, denn es gibt keine stetige Projektion des Folgenraums {\displaystyle \ell ^{\infty }} der beschränkten Folgen auf den darin enthaltenen Unterraum {\displaystyle c_{0}}.[4]